# Іоанна Англійська (королева Шотландії)
Іоанна (Джоанна) Англійська (22 липня 1210 , Глостер  — 4 березня 1238 , Havering-atte-Bowerd, Haveringd ) — королева Шотландії з 1221 року до своєї смерті в 1238 році. Дочка короля Англії Іоанна Безземельного та Ізабелли Ангулемської.

## Життя
Король Франції Філіпп II хотів одружити свого сина з Іоанною, проте в 1214 році її батько, король Іоанн, пообіцяв її руку Гуго де X Лузіньяну як компенсацію за те, що його заручини з її матір'ю (і дружиною Іоана) Ізабеллою були розірвані. Як посаг був обіцяний Сент, Сентонж і острів Олерон. В тому ж році Іоанну відправили до майбутнього чоловіка для виховання при його дворі. Гуго Х претендував на її посаг ще до укладення шлюбу, а коли це не вдалося, перехотів з нею одружуватися.
Після смерті короля Іоанна в 1216 році його вдова, королева Ізабелла, вирішила, що повинна одружитися з Гуго Х сама. Гуго Х залишив при собі Іоанну, намагаючись зберегти її посаг, а також отримати посаг її матері Ізабелли від англійців. 15 травня 1220 року після втручання Папи і угоди щодо посагу Іоанна була відправлена назад в Англію, де проходили переговори про її можливий шлюб з королем Шотландії Олександром II. Олександр був в Англії у 1212 році, де її батько посвятив його в лицарі. Король Іоанн тоді пообіцяв віддати Іоанну йому в дружини з Нортумберлендом як посагом.
18 червня 1221 року Олександр офіційно отримав Джедборо, Хассендін, Кінггорн і Крейл як джерела особистого доходу. Іоанна і Олександр одружилися 21 червня 1221 року в Йоркському соборі. Олександру було 23 роки, а Іоанні майже 11. У них не було дітей. Цей факт викликав занепокоєння, але розірвання шлюбу вважалося ризикованим, оскільки могло спровокувати війну з Англією. Королева Іоанна не мала великого впливу при шотландському дворі, де домінувала її свекруха, вдовуюча королева Ірменгарда. Втім, її англійські зв'язки робили її важливою фігурою незалежно від особистих якостей. Іоанна супроводжувала Олександра в Англії у вересні 1236 року в Ньюкаслі і у вересні 1237 року в Йорку під час переговорів щодо спірних північних територій зі своїм братом, королем Генріхом III. Літописець Матвій Паризький припускає, що саме тоді Іоанна і Олександр віддалилися одне від одного; Іоанна хотіла проводити більше часу в Англії, і її брат-король надав їй маєтки в Дріффілді, Йоркширі та Фен Стентоні в Гантінгдонширі для проживання у разі необхідності. В Йорку Іоанна і її невістка Елеонора Прованська домовилися здійснити паломництво до гробниці Святого Томаса Бекета в Кентербері.
Іоанна померла у 27 років на руках у своїх братів, короля Генріха і Річарда Корнуоллского, в Хаверинг-ат-Бауері у 1238 році і була похована в абатстві Таррант Кроуфорд в Дорсеті у відповідності з її побажаннями.